# 3616-os mellékút (Magyarország)
A 3616-os számú mellékút egy rövid, mintegy 3,5 kilométeres hosszúságú, négy számjegyű mellékút Borsod-Abaúj-Zemplén vármegye délkeleti részén; Tarcalt köti össze Bodrogkeresztúrral.

## Nyomvonala
A 38-as főútból ágazik ki, annak a 0+4650-es kilométerszelvénye közelében, Tarcal központjában, északkelet felé. Mintegy 400 méter után északnak fordul, de amikor – körülbelül 1,2 kilométer után – kilép a lakott területről, ismét visszatér az északkeleti irányhoz; települési neve a teljes tarcali, belterületi szakaszán Bodrogkeresztúri utca. 1,9 kilométer megtételét követően szeli át Bodrogkeresztúr határát, és még a harmadik kilométere előtt eléri e település első házait. Tarcali utca néven ér véget, a község központjában keleti részén, beletorkollva a 3838-as útba, annak a 2+900-as kilométerszelvénye közelében.
Teljes hossza, az országos közutak térképes nyilvántartását szolgáló kira.kozut.hu adatbázisa szerint 3,482 kilométer.

## Települések az út mentén
- Tarcal
- Bodrogkeresztúr